# 小行星13123
小行星13123（13123 Tyson），天文學臨時編號1994 KA，是一顆位於小行星帶的小行星，於1994年5月16日由卡羅琳·舒梅克和大衛·李維在帕洛马山天文台發現。該小行星以美國天文學家，海頓天象館館長奈爾·德葛拉司·泰森命名。

## 外部連結
- JPL Small-Body Database Browser on 13123 Tyson （页面存档备份，存于）

| 前一小行星： 13122 Drava | 小行星列表 | 後一小行星： (13124) 1994 PS |